# Прыжок на заре
«Прыжо́к на заре́» — чёрно-белый художественный кинофильм 1960 года режиссёра Ивана Лукинского, снятый на киностудии имени М. Горького.

## Сюжет
Сценарий основан на книге «Сильнее атома» Георгия Берёзко о солдатах и командирах, их службе и быте. Герои фильма — солдаты и офицеры советских воздушно-десантных войск. Действие происходит в мирное время в воздушно-десантной дивизии, показываются становление молодых воинов, их повседневная боевая учёба.
В роли наставника старшины Елистратова снялся Владимир Кашпур — это его первая главная роль в кино.

## В ролях
- Владимир Кашпур — старшина Елистратов
- Владимир Костин — рядовой Андрей Воронков
- Валентина Владимирова — Таисия Гавриловна
- Владимир Колокольцев — рядовой Григорий Агеев, боявшийся прыгать с парашютом
- Тамара Витченко — официантка Варя
- Никифор Колофидин — командующий
- Елизавета Кузюрина — Елизавета Дмитриевна, мать Агеева
- Владимир Златоустовский — рядовой Булавин
- Эрнест Мартиросов — рядовой Даниэлян
- Алексей Зубов — Николай Георгиевич Беликов, полковник
- Георгий Куликов — подполковник Лесун
- Владимир Костарев — капитан Борщ
- Евгений Новиков — лейтенант Жаворонков
- Михаил Шаров — сержант Разин
- Павел Винник — повар
- Анатолий Голик — ефрейтор Фомичёв
- Евгений Весник — посетитель ресторана
- Юрий Горобец — посетитель ресторана
- Лев Круглый — конвоир на гауптвахте (нет в титрах)
- Андрей Попов — закадровый текст
- Владимир Протасенко – дневальный

## Съёмочная группа
- Автор сценария: Георгий Берёзко
- Режиссёр: Иван Лукинский
- Главный оператор: Валерий Гинзбург
- Художники: Людмила Безсмертнова, И. Захарова
- Композитор: Леонид Афанасьев
- Звукорежиссёр: Дмитрий Белевич
- Монтаж: Ксения Блинова
- Исполнение песен за кадром: Гелена Великанова, Виктор Беседин